# Alfred Mogensen
Alfred Mogensen (født 15. marts 1900 i Aarhus, død 4. januar 1986 sammesteds) var en dansk arkitekt, der var stadsarkitekt i Aarhus fra 1943 til 1968.
Alfred Mogensen er kendt for en række markante bygninger i Aarhus, bl.a. Aarhus Hovedbibliotek ved Mølleparken, som han vandt i en arkitektkonkurrence i 1931 sammen med Harald Salling-Mortensen. Desuden er han kendt for Strandparken (1935-38) og en række skolebyggerier i Aarhus; Skovvangskolen (1933-37), Møllevangskolen (1945-51) og Vorrevangskolen (1953-60), de to første er udført i samarbejde med Harald Salling-Mortensen.

## Galleri
- Strandparken
- Mølleparken
- Skovvangskolen